# 필리핀 공산당 (1930년)
필리핀 공산당(필리핀어: Partido Komunista ng Pilipinas-1930)은 1930년에 설립된 필리핀의 공산당이다. 그것은 때때로 마르크스-레닌-마오주의 반군인 필리핀 공산당과 구별하기 위해 필리핀 공산당-1930년으로 불린다.

## 역사

### 초기 역사
필리핀 공산당은 통일된 프롤레타리아 혁명조직이자, 필리핀의 코민테른 지부로써 1930년에 설립되었다. 필리핀 공산당은 미국의 지배와 일본의 침공에 단호하게 반대하며 유격전을 펼쳤다. 1942년 반식민주의적이고 반제국주의적인 혁명조직인 후크발라합을 출범시켰다. 1945년부터 후크발라합은 소비에트 사회주의 공화국 연방을 중심으로 한 마르크스-레닌주의 국가들의 지원을 받아 필리핀에 인민공화국을 세우기 위해 봉기를 일으켰다. 1947년 코민포름이 설치된 이후 필리핀 공산당에 대한 지원은 더욱 확대되었다. 필리핀 공산당에 반스탈린주의적이고, 수정주의적인 정책들이 도입되기 이전인 1960년까지 필리핀 공산당은 후크발라합을 통해 미국과 필리핀 정부를 상대로 무장투쟁을 벌였다.

### 1960년대부터 1970년대까지의 역사
수정주의 정책이 도입된 이후 필리핀 공산당은 니키타 흐루쇼프의 소련을 지지하는 파벌과 마오쩌둥의 중국을 지지하는 파벌로 분열되었다. 마오주의자들은 이 당을 떠나 필리핀 공산당을 따로 만들었고 당에 남은 흐루쇼프주의자들은 페르디난드 마르코스 정권에 유착하는 행보를 보였다. 마르코스 정권에 유착했음에도 불구하고 필리핀 공산당은 결국 1972년에 금지되었다.

### 1980년대 이후의 역사
1980년대 후반 에드사 혁명으로 마르코스가 실각되고 나서야 필리핀 공산당은 본격적으로 활동을 재개할 수 있었다. 2009년 필리핀 공산당은 53년만에 중앙위원회를 재설치하고 Antonio E. Paris를 서기장으로 선출하였다. 오늘날 필리핀 공산당은 노동시간 단축과 토지개혁을 내걸고 활동하고 있다.